# Murchante
Murchante é um município da Espanha na província e comunidade foral (autónoma) de Navarra. Tem 13,22 km² de área e em 2021 tinha 4 135 habitantes (densidade: 312,8 hab./km²).

## Demografia
| Variação demográfica do município entre 1991 e 2004 | Variação demográfica do município entre 1991 e 2004 | Variação demográfica do município entre 1991 e 2004 | Variação demográfica do município entre 1991 e 2004 |
| --------------------------------------------------- | --------------------------------------------------- | --------------------------------------------------- | --------------------------------------------------- |
| 1991                                                | 1996                                                | 2001                                                | 2004                                                |
| 2884                                                | 2997                                                | 3199                                                | 3289                                                |